# Анисимов, Алексей Алексеевич
Алексе́й Алексе́евич Ани́симов (2 февраля 1927, Акатьево, Коломенский уезд, Московская губерния, РСФСР — 29 января 1989, СССР) — советский футболист, нападающий. Заслуженный тренер РСФСР.

## Биография
Начинал карьеру в клубе ВВС. Он играл в этой команде с 1949 по 1952 год. Является 5-м по количеству матчей за ВВС (91 матч) и 3-м по количеству голов (24).
После расформирования ВВС Анисимов перешёл в московское «Торпедо», за которое он играл в период с 1953 по 1958 год. В составе «машиностроителей» он стал серебряным призёром и бронзовым призёром чемпионата СССР в 1953 и 1957 годах соответственно. Алексей сыграл 91 матч и забил 12 голов за «Торпедо».
Состоял в КПСС. После окончания карьеры стал работать в ДЮСШ «Торпедо».
Скончался 29 января 1989 года в Москве.